# Fakhr-al-Din Iraqi
Fakhr al-Din Iraqi (1213/14 - 1289) fue un poeta sufí persa del siglo XIII. Es conocido principalmente por su texto que combina prosa y poesía, el Lama'at (Destellos divinos), así como por su divan (colección de poemas cortos), la mayoría de los cuales fueron escritos en forma de gazal .
Nacido en una familia religiosa y culta, durante su juventud, Iraqi se unió a un grupo de qalandars (derviches errantes) en busca de conocimiento espiritual. Finalmente llegaron a Multán, en la India, donde más tarde Iraqi se convirtió en discípulo de Baha al-Din Zakariyya (fallecido en 1262), líder de la rama multaní de la Suhrawardiyya, una orden sufí. Tras la muerte de este último en 1262, Iraqi se convirtió brevemente en su sucesor, pero se vio obligado a marcharse debido a la envidia del hijo de su antiguo maestro, Sadr al-Din Arif, y de algunos de sus discípulos. 
Después de una peregrinación a La Meca, Iraqi se estableció en Konya, en Anatolia, donde conoció a muchas figuras, como su nuevo maestro, Mu'in al-Din Parwana (fallecido en 1277), un administrador del Ilkhanate mongol. Tras la caída en desgracia y posterior ejecución de su maestro en 1277, Iraqi fue acusado de colaborar con él y, por lo tanto, obligado a huir. Después de una breve estancia en Sinope, Iraqi se trasladó a El Cairo durante unos años y luego finalmente a Damasco, donde murió en 1289. 
Al combinar con éxito dos escuelas místicas, el sufismo de habla árabe del místico andaluz Ibn Arabi (fallecido en 1240) y el estilo poético persa del sufismo, Iraqi logró dar a sus escritos una imaginería rica y expresiva, una hazaña que tuvo un impacto permanente en la espiritualidad iraní.

## Biografía
La mayor parte de la vida de Iraqi se conoce a través de la Muqaddima (Introducción) anónima de su diván. Aunque la Muqaddima fue escrita en el estilo típico de la época de Iraqi, el historiador estadounidense William Chittick sostiene que puede haber sido compuesta en el siglo XV. Otra historiadora, Ève Feuillebois, añade que si esta hipótesis es correcta, la fuente más antigua que menciona a Iraqi sería el Tarikh-i guzida (Acontecimientos históricos seleccionados), compuesto por el historiador y geógrafo Hamdallah Mustawfi (fallecido después de 1339/40) en 1330. Muchas de las historias de la Muqaddima dan contexto a los gazales de Iraqi, pero tienen poco valor en términos de historicidad. Se centran mucho en el shahidbazi (en persa: شهید بازی / شاهدبزى, o contemplación de los imberbes), una costumbre sufí de mirar fijamente a los varones jóvenes para presenciar la imagen del divino.
Fuentes posteriores se basan en gran medida en la información de la Muqaddima para sus detalles biográficos sobre los iraquíes. Estas fuentes incluyen el Nafahat al-uns (Respiraciones de familiaridad) compuesto entre 1476 y 1478 por el poeta y hagiógrafo Jami (fallecido en 1492), y el Habib al-siyar (Amado de las biografías) del historiador Khvandamir (fallecido en 1535/36).
De ascendencia persa, Iraqi nació en el año 1213 o 1214 en el pueblo de Komjan, cerca de Hamadan, una de las principales ciudades del Irak persa. Era hijo de Buzurgmihr ibn Abd al-Ghaffar Jawaliqi y pertenecía a una familia religiosa y culta. Se dice que a la edad de seis años, Iraqi ya había memorizado el Corán. Posteriormente recibió educación en ciencias religiosas y a los diecisiete años ya era profesor en una madrasa (escuela religiosa) de Hamadán. Durante una ocasión en que Iraqi, aún a temprana edad, enseñaba tafsir (interpretación del Corán), un grupo de qalandars (derviches errantes) asistieron a su sesión de enseñanza. Lo convencieron de abandonar sus enseñanzas y unirse a ellos en la búsqueda del conocimiento espiritual.
Finalmente llegaron a la ciudad de Multán en India, donde Iraqi conoció a Baha al-Din Zakariyya (fallecido en 1262), el líder de la rama multaní de la Suhrawardiyya, una orden sufí. Iraqi se convirtió en su discípulo por primera vez dos años más tarde, después de vagar por la India. Continuó siendo discípulo de Baha al-Din durante 17 años, y finalmente se casó con la hija de este último y tuvo un hijo llamado Kabir al-Din. Tras la muerte de Baha al-Din en 1262, Iraqi lo sucedió como jefe de la orden. Sin embargo, pronto se vio obligado a abandonar Multán debido a la envidia del hijo de Baha al-Din, Sadr al-Din Arif, y algunos de sus discípulos.
Junto con un grupo de compañeros leales, Iraqui hizo una peregrinación a La Meca. Mientras se encontraban en camino hacia Hiyaz, el sultán de Omán intentó sin éxito contener a los iraquíes. Después de la peregrinación, los iraquíes fueron a la ciudad de Konya en Anatolia. Allí comenzó a estudiar con Sadr al-Din al-Qunawi (fallecido en 1274), el discípulo más destacado del místico andalusí Ibn Arabi (fallecido en 1240). Fue durante este período que Iraqi comenzó a escribir el Lama'at (Destellos divinos), un libro que Sadr al-Din admiraba mucho. Iraqi presenció las sesiones de sama (concierto espiritual) que organizó el destacado poeta persa Rumi (fallecido en 1273). También se dice que asistió al funeral de Rumi.
Iraqi también conoció a Shams al-Din Juvayni (fallecido en 1284), quien sirvió como ministro de los gobernantes del Ilkhanate entre 1262 y 1284  Tras la caída en desgracia y ejecución de Parwana, uno de los seguidores de Iraqi, éste fue acusado de haber colaborado con él, por lo que se vio obligado a huir. Con la ayuda de Shams al-Din Juvayni, Iraqi escapó a la ciudad de Sinope, en Turquía, que estaba gobernada por el hijo de Parwana, Mu'in al-Din Muhammad, quien era conocido por su apoyo a los sufíes. Posteriormente, Iraqi se dirigió a la ciudad de El Cairo, donde permaneció algunos años y obtuvo el apoyo de su gobernante, el sultán mameluco Qalawun.
Junto con su hijo Kabir al-Din, Iraqi viajó más tarde a la ciudad de Damasco, donde murió a la edad de 78 años. Fue enterrado junto a Ibn Arabi en el cementerio del distrito de Salihiyya de Damasco, pero hoy en día no queda nada de su tumba.

## Obra
El diván de Iraqi está compuesto en su mayoría en forma de gazales y abarca unas 4.500 pareados. Incluye veinte qasidas (elegías) de contenido religioso y místico; una alabanza a sus maestros Baha al-Din Zakariyya y Sadr al-Din al-Qunawi, así como al profeta  Mahoma; siete poemas estróficos sobre filosofía mística, y alrededor de 200 rubaʿi (cuartetos) sobre el amor, la espiritualidad y el sufismo, este último probablemente en su mayoría apócrifo. Unos 300 gazales místicos y amorosos que escribió durante su estancia en la India constituyen la mayor parte de su poesía. Algunos de los poemas también muestran influencia de la filosofía de Ibn ‘Arabi, lo que demuestra que fueron escritos después de que Iraqi conociera a Sadr al-Din al-Qunawi.
La célebre obra de Iraqi Lamaʿat (لمعات), mezcla de prosa y poesía, consta de 27, o quizás 28 capítulos, ya que los primeros manuscritos sugieren que uno de los capítulos en realidad contiene dos, de forma similar al Fusus al-Hikam (Las engarces de la sabiduría) de Ibn Arabi. A pesar de que la obra se basa en la interpretación que Sadr al-Din al-Qunawi hacía de los escritos de Ibn Arabi, no se trata simplemente de un comentario, pues combina la filosofía de Ibn Arabi con el misticismo amoroso persa, haciéndola así comprensible y bien recibida por los persas. En la introducción de la obra, Iraqi afirma haberse inspirado en el tratado amoroso Sawanih al-‘ushshaq (Auspicios de los amantes) del destacado místico, escritor y predicador persa Ahmad Ghazali (fallecido en 1126).